# Inde aux Jeux olympiques
L'Inde est créditée d'une première participation olympique aux Jeux olympiques d'été de 1900 grâce à la présence d'un seul athlète, Norman Pritchard, qui y remporte deux médailles d'argent en athlétisme. Le pays envoyait pour la première fois une vraie équipe aux Jeux olympiques d'été de 1920 et a participé à toutes les éditions des Jeux d'été depuis. L'Inde a aussi participé à plusieurs éditions des Jeux d'hiver depuis 1964.
Les athlètes indiens ont remporté 35 médailles, la majorité en hockey sur gazon, sport national. L'équipe masculine de hockey sur gazon d'Inde a dominé cette compétition, remportant onze médailles en douze olympiades entre 1928 et 1980, dont six médailles d'or de 1928 à 1956.
Aux Jeux olympiques d'été de 2008 en Chine, Abhinav Bindra remporte la première médaille d'or dans un sport individuel de l'histoire de l'Inde en remportant le concours de tir à dix mètres à air comprimé. 
Lors des Jeux de 2020 à Tokyo, le lanceur de javelot Neeraj Chopra offre à son pays la première médaille d'or de son histoire en athlétisme, la première breloque depuis les deux en argent de Norman Pritchard en 1900.

## Comité International Olympique
Le Comité olympique indien ou Indian Olympic Association a été fondé en 1927.

## Tableau des médailles

### Par année
| Année | Médaille d'or, Jeux olympiques | Médaille d'argent, Jeux olympiques | Médaille de bronze, Jeux olympiques | Total             |
| 1900  | 0                              | 2                                  | 0                                   | 2                 |
| 1904  | n'a pas participé              | n'a pas participé                  | n'a pas participé                   | n'a pas participé |
| 1908  | n'a pas participé              | n'a pas participé                  | n'a pas participé                   | n'a pas participé |
| 1912  | n'a pas participé              | n'a pas participé                  | n'a pas participé                   | n'a pas participé |
| 1920  | 0                              | 0                                  | 0                                   | 0                 |
| 1924  | 0                              | 0                                  | 0                                   | 0                 |
| 1928  | 1                              | 0                                  | 0                                   | 1                 |
| 1932  | 1                              | 0                                  | 0                                   | 1                 |
| 1936  | 1                              | 0                                  | 0                                   | 1                 |
| 1948  | 1                              | 0                                  | 0                                   | 1                 |
| 1952  | 1                              | 0                                  | 1                                   | 2                 |
| 1956  | 1                              | 0                                  | 0                                   | 1                 |
| 1960  | 0                              | 1                                  | 0                                   | 1                 |
| 1964  | 1                              | 0                                  | 0                                   | 1                 |
| 1968  | 0                              | 0                                  | 1                                   | 1                 |
| 1972  | 0                              | 0                                  | 1                                   | 1                 |
| 1976  | 0                              | 0                                  | 0                                   | 0                 |
| 1980  | 1                              | 0                                  | 0                                   | 1                 |
| 1984  | 0                              | 0                                  | 0                                   | 0                 |
| 1988  | 0                              | 0                                  | 0                                   | 0                 |
| 1992  | 0                              | 0                                  | 0                                   | 0                 |
| 1996  | 0                              | 0                                  | 1                                   | 1                 |
| 2000  | 0                              | 0                                  | 1                                   | 1                 |
| 2004  | 0                              | 1                                  | 0                                   | 1                 |
| 2008  | 1                              | 0                                  | 2                                   | 3                 |
| 2012  | 0                              | 2                                  | 4                                   | 6                 |
| 2016  | 0                              | 1                                  | 1                                   | 2                 |
| 2020  | 1                              | 2                                  | 4                                   | 7                 |
| 2024  | 0                              | 1                                  | 5                                   | 6                 |
| Total | 10                             | 10                                 | 21                                  | 41                |

| Année | Médaille d'or, Jeux olympiques | Médaille d'argent, Jeux olympiques | Médaille de bronze, Jeux olympiques | Total             |
| 1964  | 0                              | 0                                  | 0                                   | 0                 |
| 1968  | 0                              | 0                                  | 0                                   | 0                 |
| 1972  | n'a pas participé              | n'a pas participé                  | n'a pas participé                   | n'a pas participé |
| 1976  | n'a pas participé              | n'a pas participé                  | n'a pas participé                   | n'a pas participé |
| 1980  | n'a pas participé              | n'a pas participé                  | n'a pas participé                   | n'a pas participé |
| 1984  | n'a pas participé              | n'a pas participé                  | n'a pas participé                   | n'a pas participé |
| 1988  | 0                              | 0                                  | 0                                   | 0                 |
| 1992  | 0                              | 0                                  | 0                                   | 0                 |
| 1994  | n'a pas participé              | n'a pas participé                  | n'a pas participé                   | n'a pas participé |
| 1998  | 0                              | 0                                  | 0                                   | 0                 |
| 2002  | 0                              | 0                                  | 0                                   | 0                 |
| 2006  | 0                              | 0                                  | 0                                   | 0                 |
| 2010  | 0                              | 0                                  | 0                                   | 0                 |
| 2014* | 0                              | 0                                  | 0                                   | 0                 |
| 2018  | 0                              | 0                                  | 0                                   | 0                 |
| Total | 0                              | 0                                  | 0                                   | 0                 |

### Par sport
| L'Inde détient le record du nombre de titres olympiques en hockey sur gazon \| Place \| Sport \| Médaille d'or, Jeux olympiques \| Médaille d'argent, Jeux olympiques \| Médaille de bronze, Jeux olympiques \| Total \| \| 1 \| Hockey sur gazon \| 8 \| 1 \| 3 \| 12 \| \| 2 \| Tir \| 1 \| 2 \| 4 \| 7 \| \| 3 \| Athlétisme \| 1 \| 3 \| 0 \| 4 \| \| 4 \| Lutte \| 0 \| 2 \| 6 \| 8 \| \| 5 \| Badminton \| 0 \| 1 \| 2 \| 3 \| \| 6 \| Boxe \| 0 \| 0 \| 3 \| 3 \| \| 7 \| Haltérophilie \| 0 \| 1 \| 1 \| 1 \| \| 7 \| Tennis \| 0 \| 0 \| 1 \| 1 \| \| Total \| Total \| 10 \| 10 \| 21 \| 41 \| |                  |                                |                                    |                                     |       |
| Place | Sport            | Médaille d'or, Jeux olympiques | Médaille d'argent, Jeux olympiques | Médaille de bronze, Jeux olympiques | Total |
| 1 | Hockey sur gazon | 8                              | 1                                  | 3                                   | 12    |
| 2 | Tir              | 1                              | 2                                  | 4                                   | 7     |
| 3 | Athlétisme       | 1                              | 3                                  | 0                                   | 4     |
| 4 | Lutte            | 0                              | 2                                  | 6                                   | 8     |
| 5 | Badminton        | 0                              | 1                                  | 2                                   | 3     |
| 6 | Boxe             | 0                              | 0                                  | 3                                   | 3     |
| 7 | Haltérophilie    | 0                              | 1                                  | 1                                   | 1     |
| 7 | Tennis           | 0                              | 0                                  | 1                                   | 1     |
| Total | Total            | 10                             | 10                                 | 21                                  | 41    |

## Athlètes indiens

### Records

#### Sportifs les plus titrés
- 3 médailles d'or :
  - Leslie Claudius, Udham Singh, Dhyan Chand, Ranganandhan Francis, Randhir Singh Gentle et Balbir Singh (Hockey sur gazon)

#### Sportifs les plus médaillés
Le record du nombre de médailles est codétenu par deux athlètes : les hockeyeurs Leslie Claudius et Udham Singh  qui ont remporté quatre médailles.
Avec une médaille chacune, l'haltérophile Karnam Malleswari et la badiste Saina Nehwal sont les seules femmes indiennes médaillées aux Jeux olympiques. 
| Nom             | Sport            | Jeux                | Médaille d'or, Jeux olympiques | Médaille d'argent, Jeux olympiques | Médaille de bronze, Jeux olympiques | Total |
| Leslie Claudius | Hockey sur gazon | 1948-1952-1956-1960 | 3                              | 1                                  | 0                                   | 4     |
| Udham Singh     | Hockey sur gazon | 1952-1956-1960-1964 | 3                              | 1                                  | 0                                   | 4     |